# グロムニツァ

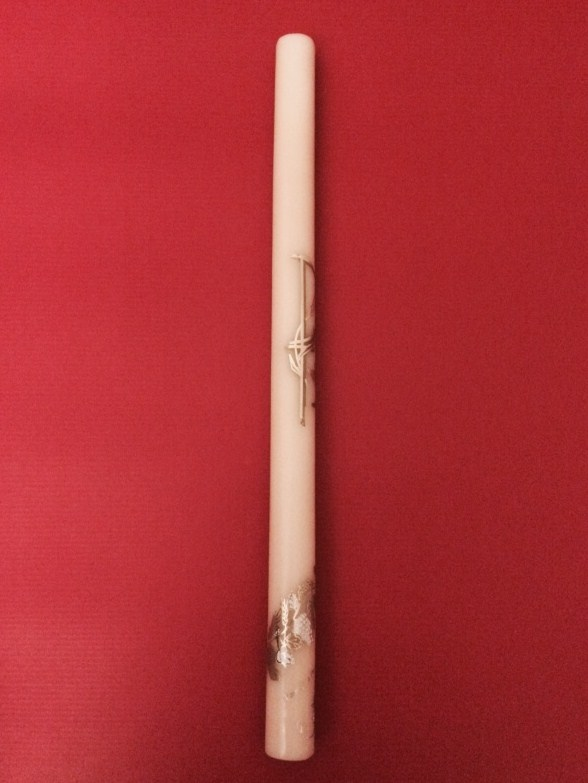
グロムニツァ

グロムニツァ（ポーランド語: gromnica）とは、ポーランドやチェコで見られる蝋燭の一種である。カトリックの聖燭祭（波: (dzień) Matki Boskiej Gromnicznej）の文脈において用いられる。
チェコ語では蝋燭をフロムニチュカ（hromnička）またはフロムニツェ（hromnice）、聖燭祭をフロムニツェ（Hromnice (cs) ）と呼ぶ。

## Gloger (1901) より
以下の文章は Gloger (1901) の全訳であり、規範的な言い回し等現代の百科事典的ではない要素も見られるという点に留意されたい。
グロムニツァは太い蝋燭で、通例黄色い蝋からなり、落雷や雷鳴の最中に灯されたことからグロム（波: grom）、すなわち雷から名付けられた（スカルガ『聖母マリアお潔めの日のための説教』 (波: Kazanie na dzień Oczyszczenia N. M. P. cz. I)）。グロムニツァは教会で2月2日、つまり聖母マリアのお潔めならびに神殿でイエスが捧げられた日のために奉納され、こうした理由からこの祭日はグロムニチュナ（波: Gromniczna）とも称される。グロムニツァの象徴的な意味は全くもって典礼における光のように聖ヨハネの福音の、キリストは「この世に生まれ来るあらゆる人を啓蒙する真の光明」であるという言葉から導き出されるものである。グロムニツァ聖別の際祈祷において聖職者は、神がその教えと恩寵とをもって人々の精神を啓かれるように、また愛をもって人々の心に火を灯されるようにと乞う。死にゆく者の両手に握らされた1本のグロムニツァは、その者が善行の灯るランプでオブルビェニェツの到来を望むべきであると、その者に思わせることとなる。葬儀の際にこの光は、故人の遺体を聖霊の神殿として、我々が死者のため弔いの祈りにおいて乞う永遠の光明が故人に輝くようにという敬意の内に我々が故人の遺体を持つことを意味する。白い蝋のグロムニツァは「輝ける」光と称されるが、これはミサの公開や教会における全ての祝典の際に用いられるべきであり、黄色の方は葬儀の際に服喪の証として、また断食の時には悔悛や悲しみの印として用いられるべきである。キリスト教徒の実践としてはグロムニツァは家で臨終を迎える者のために持っておくことが推奨される。ポーランドの各家庭においても、領主の家・農民の家共に、グロムニツァもパルマもそれぞれ1本ずつ寝台の真上の十字架に結びつけられていたものであった。マグナートの家々ではグロムニツァは教皇によって聖別され、分け与えられていった。特定の数家族全体においては聖母マリアに捧げる祝典の日ごとにグロムニツァを1本聖母マリアの絵の前で灯す古いしきたりがこれまでに守られた。

### 訳注
1. ↑  原文では nauka という表現が用いられているが、この語は nauczyć 〈教える〉という動詞と関連性があり、今日では通例〈科学〉、〈学問〉、〈教示〉を意味する。
2. ↑  Oblubieniec。通例語頭は小文字で、〈花婿〉や〈寵愛を受けた者〉を意味する。
3. ↑  原文では przybytek という表現がなされている。
4. ↑  原文では światło „jarzące” という表現がなされている。
5. ↑  原文では Najśw. Sakram.、つまり Najświętszy Sakrament「最も聖なる秘跡」という表現がなされている。
6. ↑  palma (pl) 。聖枝祭のための飾りを指す。
7. ↑  原文では Bogarodzica と表現されている。日本正教会における用語「生神女」も参照。